# Saurida umeyoshii
Espèce
Statut de conservation UICN

 LC 16 août 2019 : Préoccupation mineure
Saurida umeyoshii est une espèce de poissons de la famille des Synodontidae.

## Systématique
L'espèce Saurida umeyoshii a été décrite pour la première fois en 2006 par les ichtyologues japonais Takehiko Inoue (d) et Tetsuji Nakabō (d).

## Distribution
Cette espèce se retrouve dans l'océan Pacifique ouest, plus particulièrement au large des côtes du Japon, de Taïwan, du Viêt Nam et des Philippines.

## Description
Saurida umeyoshii peut mesurer jusqu'à 33,67 cm.
Cette espèce se trouve principalement sur le plancher océanique au large, à des profondeurs variant généralement de 96 à 200 m.

## Étymologie
Son épithète spécifique, umeyoshii, est un hommage à Umeyoshi Yamada (d).

## Écologie et environnement
Saurida umeyoshii se place généralement sur les sédiments des fonds, où il chasse à l'affût et capture les proies qui passent à proximité.

## Publication originale
- (en) Takehiko Inoue et Tetsuji Nakabo, « The Saurida undosquamis group (Aulopiformes: Synodontidae), with description of a new species from southern Japan », Ichthyological Research, Springer Science+Business Media et Nihon Gyorui Gakkai (d), vol. 53, no 4,‎ 25 novembre 2006, p. 379-397 (ISSN 1341-8998 et 1616-3915, DOI 10.1007/S10228-006-0358-Y, lire en ligne).